# دبليو دبليو إي سماك داون فيرسيس راو أونلاين
دبليو دبليو إي سماك داون فيرسيس راو أونلاين (بالإنجليزية: WWE SmackDown vs. Raw Online)‏ ، هي لعبة فيديو إلكترونية من نوع رياضة مصارعة الحرة، عرضت في معرض إي2010 بولاية كاليفورنيا الأمريكية سنة 2010م، ولكن إصدار اللعبة تم إلغائه.